# CAC 40
Le CAC 40 est le principal indice boursier de la Bourse de Paris. C'est un indice flottant pondéré en fonction de la capitalisation boursière qui reflète la performance des 40 actions les plus importantes et les plus activement négociées cotées sur Euronext Paris.
Créé avec 1 000 points de base au 31 décembre 1987 par la Compagnie des agents de change, l'indice CAC 40 (CAC signifiant originellement Compagnie des Agents de Change, aujourd'hui Cotation Assistée en Continu) est déterminé à partir des cours de quarante actions cotées en continu sur le premier marché parmi les cent sociétés dont les échanges sont les plus abondants sur Euronext Paris, qui fait partie d'Euronext, la première bourse européenne. Ces sociétés, représentatives des différentes branches d'activités, reflètent en principe la tendance globale de l'économie des grandes entreprises françaises et leur liste est revue régulièrement pour maintenir cette représentativité. C'est un indice sans dividendes.
Coté tous les jours ouvrés de 9 heures à 17 h 30. Il est mis à jour toutes les 15 secondes.

## Histoire

### Avant 1988
Principale mesure de la santé boursière en France, le CAC 40 est un indice boursier relativement récent.
Pour mesurer les performances avant 1988, il existe un indice Insee de la Bourse de Paris[réf. souhaitée], qui a connu un quintuplement dans les années 1920 puis un nouveau quintuplement dans les années 1950, malgré les incertitudes géopolitiques lors de ces deux époques de forte croissance économique. Les années 1960 et 1970 avaient cependant marqué un coup d'arrêt à cette tendance, les petits porteurs se détournant progressivement d'une bourse de Paris orientée durablement à la baisse (la proportion de Français détenant des actions diminuant jusqu'à 7 % dans les années 1970). Cependant, le début des années 1980, malgré un contexte économique morose, marque un nouveau retournement de tendance puisque les cours repartent enfin à la hausse. Alors que les prémices de la mondialisation financière se font sentir partout dans le monde, les réformes du système bancaire menées sous François Mitterrand - dont la loi bancaire de 1984 - ouvrent la voie à l'équivalent parisien du Big Bang de la Bourse de Londres en 1986 et à la création de l'indice boursier du CAC 40 le 31 décembre 1987.

### Depuis 1988
Sa création fait suite au krach d'octobre 1987 qui a modifié le monopole des transactions boursières.
Celles-ci étaient auparavant directement gérées par des officiers ministériels, les agents de change. À la suite de la loi no 88-70 du 22 janvier 1988, ce sont les sociétés de bourse qui ont pris le relais. CAC, qui signifiait alors « Compagnie des agents de change », est devenu aujourd'hui l’acronyme de « Cotation assistée en continu » : l'indice donne donc, en continu, une idée de l'évolution du marché.
Défini avec la valeur de 1 000 points le 31 décembre 1987, il est à son plus bas historique, à 893,82 points, le 29 janvier 1988. Mais le CAC 40 voit officiellement le jour le 15 juin 1988 et termine l'année, le 30 décembre 1988 à 1 573,94 points. Le CAC 40 était à cette époque composé des entreprises suivantes :

## Principales évolutions
Le Credit Suisse a recensé les meilleurs et les pires années des différents marchés boursiers depuis 1900. Pour la Bourse française ce fut 1954 avec un bond de 66,1%. En 2002, le CAC 40 a perdu de 34 % après avoir perdu 22 % en 2001, soit une baisse de 56% en deux ans. Pour beaucoup d'autres grands marchés boursiers, la pire fut 2008, année de grande crise financière. Paris a perdu 41,5% cette année-là. Aux Etats-Unis, l'année 1931 voit une chute de près de 39% des indices actions américains, année de grande dépression économique avec des faillites bancaires. Au Royaume-Uni, le pire plongeon s'est produit en 1974, avec une baisse de 56,6%, l'économie britannique étant alors plombée par le plongeon de la livre, une crise bancaire, et le premier choc pétrolier. Ce qui sera toutefois suivi d'un rebond de près de 99% l'année suivante, selon Credit Suisse. Pour l'Allemagne, le plus grand effondrement a eu lieu en 1948 (-91%), année où le pays a été séparé en deux, suivie d'une reprise de 155% en 1949, la meilleure de l'histoire allemande.
La Bourse de Paris a connu entre 1950 et avril 1962 "une forte progression" permis par la croissance économique du début des "Trente Glorieuses". Résultat, entre 1949 et 1959, le nombre annuel d'émissions d'actions en France a été multiplié par sept les montants investis par trois. La hausse de 1954 suit de trois ans la première phase de stabilisation du "brillant" ministre de l'Économie et des Finances de l'époque, Antoine Pinay. Le 8 mars 1952, il est élu président du conseil avec les voix de 27 députés, « souvent plus conservateurs que gaullistes », malgré la consigne d’abstention du RPF et une de ses premières décisions est de lancer une bataille contre l'inflation et pour le franc, afin de contenir l'indice des prix de détail, qui avait bondi de 35,1 en 1949 à 39 en 1950 puis 45,6 en 1951 et 51 en 1952, soit un bond de 16 en seulement trois ans, presque 45%. Cet indice revient à 50,4 en 1953 et 50,2 en 1954 puis 50,8 en 1955, soit une stagnation en trois ans. Antoine Pinay a lancé l'Emprunt Pinay, émis en 1952, indexé sur l'or et exonéré d'impôts et droits de succession, avec un taux d'intérêt de 3,5 %, contre traditionnellement 7 à 8 % à l'époque. La seconde "stabilisation Pinay", de 1958, qui crée le nouveau franc, correspondant à 100 anciens francs, accompagné d'une dévaluation de 17 % aura moins de succès.
La rentabilité des actifs boursiers français montre plus généralement une meilleure tenue dans les années 1950 qu'avant.
Dans une étude publiée en février 2023, Credit suisse a dressé un bilan des performances boursières, corrigées de l'inflation, dans une vingtaine de pays depuis 1900. Les actions de l'Afrique du Sud arrivent en tête avec un rendement moyen de 7% par an, devant l'Australie (6,7%), les Etats-Unis (6,38%) et la Nouvelle-Zélande (6,1%).
La France (3,4%) devance l'Allemagne (3,1%) sont entre la 16e et la 20e place, mais c'est lié aux périodes d’inflation de la première moitié du XXe siècle, liées aux deux guerres mondiales car depuis 1950, les actions françaises ont dégagé des rendements classant la France dans la moyenne. Globalement, à très long terme, la part de la France dans la capitalisation boursière mondiale a diminué. En 1900, le Royaume-Uni en concentrait 24%, devant les États-Unis (15%), l'Allemagne (13%), la France (11,2%) et la Russie (6%).
Début 2023, les États-Unis concentraient 58,4% du total, loin devant le Japon (6,3%), le Royaume-Uni (4,1%), la Chine (3,7%) et la France (2,8%), selon les sources compilées par Credit Suisse.

### Plus fortes baisses de l'histoire
La volatilité du CAC est traditionnellement plus forte à la baisse qu'à la hausse, pour plusieurs raisons.
Les plus fortes baisses mensuelles de l'histoire de la Bourse de Paris, sur trois siècles, sont celles de mai 1981 (-32,79%), d'octobre 1987 (-25,00%), de mai 1955 (-21,40%), mai 1986 (-18,56%) et septembre 1998 (-17,66%), la cinquième étant la seule à s'être produite depuis la nouvelle forme, décidée en 1988, de l'indice de référence de la Bourse de Paris .

### Bulle Internet
Porté par la bulle spéculative sur les valeurs télécoms média et technologie, le CAC 40 atteint un plus haut en séance le 4 septembre 2000 à 6 944,77 points, puis s'effondre jusqu'à 2 401,15 points le 12 mars 2003, son plus bas niveau en séance depuis 1997, sur fond de baisse générale des indices en Europe et aux États-Unis. Depuis le 1er décembre 2003, à l'instar des principaux indices mondiaux, il prend en compte non seulement la capitalisation boursière des sociétés, mais aussi le flottant, c'est-à-dire la partie disponible sur le marché. Sa valeur a varié fortement au cours de la dernière décennie (voir graphique).

### Évolution depuis 2005
Le CAC 40 a passé à la hausse les 6 000 points le 2 mai 2007, après une hausse de 150 % en quatre ans environ puis il a atteint le 1er juin 2007 6 168,15 points. Mi-juillet 2007, l'indice représentait environ 70 % de la capitalisation totale de la Place de Paris, soit 1 300 milliards d'euros. Au début 2008, la capitalisation est d'un peu moins de 1 000 milliards d'euros.
Le lundi 21 janvier 2008, le CAC 40 chute fortement et il revient sous les 4 200 en juillet puis sous les 3 200 au 10 octobre. On peut parler d'une crise boursière puisque le CAC 40 a cédé plus de 43,5 % depuis début janvier 2008 et près de 22 % dans la seule semaine du 6 au 10 octobre 2008.
Le lundi 13 octobre 2008 l'indice progressait de 11,18 % à 3 531,50 points, la plus forte progression quotidienne depuis sa création. Ce record survenait peu après le record inverse de la plus forte chute : le lundi 6 octobre 2008, le CAC 40 clôturait en baisse de 9,04 % à 3 711,98 points. Le 24 novembre 2008, le CAC 40 enregistre la deuxième meilleure progression de son histoire (+ 10,09 %) à 3 172,11 points. Cependant, avec une chute de 42,68 % sur l'ensemble de l'année 2008, le CAC 40 a connu la pire année de son histoire. Il faut attendre 2009 pour que son cours retrouve une valeur stable, après un plus bas enregistré le 9 mars 2009 à 2 465,46 points. L'indice progresse ensuite régulièrement jusqu'en 2011, avant le krach de juillet-août 2011.
Du 1er juillet au 12 septembre 2011, le CAC 40 chute de 28,8 % (de 4 007 à 2 855 points). Il repart cependant rapidement à la hausse, dépassant durablement les 4 000 points depuis 2013.
Sa capitalisation boursière était au 3 août 2011 de 873 milliards d'euros. En décembre 2017, elle dépasse 1 500 milliards d'euros pour atteindre 1 673 milliards en avril 2018
Alors que l'absence de fleurons des nouvelles technologies était régulièrement soulignée, le CAC 40 en intègre à partir de 2017. Ainsi, en mars 2017, le groupe Atos fait son entrée, en septembre de la même année, c'est au tour de STMicroelectronics puis de Dassault Systèmes en septembre 2018 de renforcer encore le poids du secteur technologique. Enfin, en juin 2019, Thales intègre le CAC 40. Dans un indice longtemps dominé par les valeurs financières ou industrielles, le secteur technologique trouve peu à peu sa place.
L'année 2019 est marquée par une distribution record de 60,2 milliards d'euros, dont 49,2 de dividendes et 10,7 de rachats d'actions.
Le CAC 40 essuie la plus forte baisse de son histoire le 12 mars 2020 : −12,28 %, en pleine crise sanitaire du coronavirus ; les bourses des autres pays subissent des chutes du même ordre.

### Krach boursier de 2020 déclenché par la pandémie de Covid-19 et record absolu
La Bourse de Paris était installée depuis la fin de l'année 2019 autour des 6 000 points (zone historiquement haute) grâce à ses valeurs phares (KHOL : Kering, Hermès, L'Oréal, LVMH). Elle connaît un premier décrochage entre le 27 et le 31 janvier (−5 %) à la suite de l'annonce des premiers cas de coronavirus sur le territoire français, décrochage toutefois temporaire puisque le mercredi 19 février 2020, Paris retrouve ses niveaux records (6 111,24 points) depuis la crise de 2008.
La montée en puissance du coronavirus en Europe accentue cette chute : le 24 février, le CAC 40 perd 3,94 % au début d'un mois noir qui atteindra son paroxysme dans la semaine du 9 au 13 mars, avec le lundi, l'une des pires chutes de l'histoire du CAC 40 (−8,39 %) ; journée qui débutait avec la chute du pétrole (−30 %) des suites d'un conflit diplomatique entre l'OPEP, accompagné par la vague de mesures de confinement prises partout dans le monde, menaçant l'économie d'une des plus graves crises économiques par son ampleur. Mais c'est le jeudi 12 mars qui enregistre la plus grosse chute de l'histoire de l'indice CAC 40 : −12,28 % à 4 044,26 points. Il s'agit de sa pire séance depuis sa création en 1988. Cette journée est notamment marquée par les rumeurs de confinement décidé le soir même par le président de la République Emmanuel Macron et la déception des annonces de la Banque centrale européenne quant au soutien de l'économie.
Le CAC 40 continue de perdre des points jusqu'à atteindre 3 754,84 points le jeudi 18 mars. En 1 mois, l'indice parisien a ainsi perdu près de 40 % de sa valeur ; à titre de comparaison, lors de la crise économique de 2008, 2 ans avaient été nécessaires pour faire perdre à l'indice 50 % de sa valeur et 3 ans lors de l'explosion de la bulle Internet, avec également 50 % de perte.
Le premier rebond a également été rapide avec une reprise de 20 % avant la fin du mois de mars. Une seconde forte hausse de 20 % a lieu en novembre en réaction aux annonces sur l'efficacité des premiers vaccins.
Au début d'avril 2021, l'indice phare de la Bourse de Paris a dépassé son pic d'avant-crise, porté par les espoirs de reprise. À 6 131,34 points, il n'est plus très loin de son record de 2007 et réalise l'une des meilleures performances parmi les Bourses mondiales depuis le début de l'année, grâce à un rattrapage des valeurs dites « value » ou cycliques. Pendant l'été 2021, il dépasse les 6 800 points, proche de son record historique, record largement dépassé en prenant en compte les dividendes. Le 5 novembre 2021, le CAC 40 dépasse pour la première fois le seuil des 7 000 points.
Le jeudi 7 mars 2024, à 14 h 29 et 45 secondes, le CAC 40 franchit la barre symbolique des 8 000 points en séance.

## Modes de calcul
La composition du CAC 40 est mise à jour trimestriellement par un comité d'experts : le « Conseil scientifique des indices (CSI) »,,. L'indice doit être représentatif du marché financier parisien aussi bien en termes de capitalisation flottante qu'en volumes de transactions. Quand une société n'est plus cotée, elle est remplacée, en principe, par une des valeurs du CAC Next 20 répondant aux exigences financières de cotation dans le CAC 40 (liquidité du titre, capitalisation boursière suffisante, échange quotidien important de titres…).
Chacune des quarante sociétés a son indice qui est pondéré en fonction de la valeur de ses titres disponibles sur le marché. Les pondérations varient d'une société à l'autre en fonction de sa capitalisation flottante. Quand une valeur cote à la hausse, le CAC 40 augmente la pondération de la valeur, toutes choses égales par ailleurs. Le cours d'un des quarante titres peut voir sa cotation suspendue pendant 15 minutes s'il varie de plus de 10 %, puis deux fois 5 % dans le même sens. On dit alors que le titre est réservé à la hausse ou à la baisse.
Le CAC 40 est publié du lundi au vendredi de 9 h 0 à 17 h 35, mis à jour toutes les 15 secondes et publiés en temps réel sur Euronext. La journée commence par une phase de préouverture de 7 h 15 à 9 h 0 où les ordres s'accumulent sans qu'aucune transaction ne soit réalisée. Ensuite, de 9 h 0 à 17 h 35, la cotation s'effectue en continu. Le cours de clôture est fixé à 17 h 35 (fixing en jargon boursier) après cinq minutes où le prix d'équilibre est calculé afin de permettre l'échange du plus grand nombre de titres.
Chaque fixing est suivi d'une période de cinq minutes de « TAL » (trading at last), durant laquelle il est possible d'entrer des ordres afin qu'ils soient exécutés au cours de fixing et à ce cours seulement.
Il est calculé en dividendes non réinvestis (contrairement à l'indice allemand DAX : ce qui rend absurde toute comparaison à long terme entre les deux indices). La valeur réelle correspondant à cet indice doit s'apprécier en fonction de divers éléments tels que la valorisation prenant en compte les dividendes réinvestis. Euronext publie chaque mois l'évolution de l'indice avec dividendes ou la dépréciation due à l'inflation, mesurée par exemple par l'indice des prix.
Au 18 juin 2012, source Euronext[réf. nécessaire], le CAC 40 était calculé ainsi :
- Multiplication du dernier cours de clôture de chaque action par son nombre d'actions (par free float - capping)
- Additionner les montants
- Diviser la somme obtenue par le diviseur de 184 629 565,030 481 (correspondant à la capitalisation totale du 31 décembre 1987 (1re cotation), multipliée par un facteur d'ajustement K lié aux changements arrivés depuis (euros, émission de titres).

Les deux critères officiels, le flottant et les capitaux échangés, ne sont toutefois pas des critères automatiques « contrairement à de nombreux autres indices »,,. Les membres du « Conseil scientifique des indices (CSI) » disposent d'une marge d'appréciation,.

### Dividendes réinvestis
La version du CAC 40 avec dividendes réinvestis (total return), publiée également toutes les 15 secondes, existe avec 2 codes ISIN, selon que l’on cherche l’indice avec dividendes bruts réinvestis : CAC40 GR (gross total return : QS0011131834 / Mnémo PX1GR) ou avec dividendes Nets réinvestis : CAC40 NR (Net total Return : QS0011131826 / Mnémo PX1NR).
L'indice avec dividendes Nets réinvestis est calculé après une retenue à la source dont le taux est celui qui serait appliqué aux dividendes versés par les valeurs composant l'indice à un fonds d'investissement basé au Luxembourg. Ce taux est par exemple de 25 % pour les dividendes versés par les sociétés du CAC 40 dont la France est le domicile fiscal.
Les taux actuels de retenue à la source sont entrés en vigueur le 1er janvier 2010. Avant cette date, la retenue à la source prise en compte pour les sociétés du CAC 40 dont la France est le domicile fiscal était de 0 %. Le niveau des indices antérieurs n'a pas été ajusté.

### Remarques
Il ne faut pas confondre l'évolution à long terme du CAC 40 et celle à long terme de l'ensemble des valeurs cotées sur cette bourse puisque les valeurs qui se comportent mal finissent par être remplacées dans sa liste par d'autres ayant pris l'avantage sur elles.
Le CAC 40 est un indice, il se calcule, on ne peut pas l'échanger en tant que tel. En revanche, un portefeuille d'actions donné peut se fixer comme contrainte d'avoir la composition la plus voisine possible de celle du CAC 40. Ainsi, un portefeuille comprenant à un instant l'ensemble pondéré des quarante valeurs du CAC 40 courant s'écartera progressivement de l'indice en fonction des évolutions du poids indiciel de chaque valeur, et son évolution ne sera plus exactement la même que celle du CAC 40.
Il existe cependant un dérivé réglementé du CAC 40, le CAC40 Index future, ainsi que des fonds indiciels cotés et non cotés sur le CAC 40.

## Composition

### Composition actuelle
La composition du CAC 40 est revue de manière trimestrielle, après la clôture de la séance le troisième vendredi de mars, juin, septembre et décembre. Depuis la révision du vendredi 15 mars 2024, la composition est la suivante,:
| Société                   | Mnémo | Secteur                                                           | Poids indiciel (en %) | Chiffre d'affaires (2023, en Md €) | Capitalisation boursière (en Md €) | Entrée dans l'indice |
| ------------------------- | ----- | ----------------------------------------------------------------- | --------------------- | ---------------------------------- | ---------------------------------- | -------------------- |
| Accor                     | AC    | Hôtellerie, tourisme                                              | 0,42                  | 5,06                               | 10,695                             | 31 décembre 1987     |
| Air liquide               | AI    | Gaz industriel                                                    | 4,03                  | 27,61                              | 102,660                            | 31 décembre 1987     |
| Airbus                    | AIR   | Aéronautique, défense                                             | 5,16                  | 65,45                              | 132,026                            | 5 février 1990       |
| ArcelorMittal             | MT    | Acier, matériau de construction                                   | 0,88                  | 61,74                              | 24,834                             | 21 novembre 2003     |
| Axa                       | CS    | Assurance, services financiers                                    | 3,41                  | 80,89                              | 87,507                             | 31 décembre 1987     |
| BNP Paribas               | BNP   | Banque, services financiers, assurance                            | 3,54                  | 44,27                              | 90,148                             | 31 décembre 1987     |
| Bouygues                  | EN    | BTP, immobilier, médias, télécommunications                       | 0,53                  | 34,69                              | 13,597                             | 31 décembre 1987     |
| Bureau Veritas            | BVI   | Certification                                                     | 0,50                  | 5,86                               | 12,963                             | 23 décembre 2024     |
| Capgemini                 | CAP   | Services informatiques                                            | 0,97                  | 25,52                              | 25,025                             | 3 août 1988          |
| Carrefour                 | CA    | Distribution                                                      | 0,34                  | 82,28                              | 8,980                              | 31 décembre 1987     |
| Crédit agricole           | ACA   | Banque, services financiers, assurance                            | 2,00                  | 25,18                              | 50,850                             | 7 septembre 1999     |
| Danone                    | BN    | Agroalimentaire                                                   | 1,82                  | 27,62                              | 48,846                             | 31 décembre 1987     |
| Dassault Systèmes         | DSY   | Services informatiques, technologies                              | 1,98                  | 5,95                               | 51,704                             | 24 septembre 2018    |
| Edenred                   | EDEN  | Service de paiement pour les entreprises, salariés et commerçants | 0,30                  | 2,31                               | 7,582                              | 19 juin 2023         |
| Engie                     | ENGI  | Énergie, gaz industriel, industrie pétrolière                     | 1,66                  | 82,56                              | 42,739                             | 31 décembre 1987     |
| EssilorLuxottica          | EL    | Optique                                                           | 4,80                  | 25,39                              | 122,337                            | 31 décembre 1987     |
| Eurofins Scientific       | ERF   | Biotechnologie                                                    | 0,37                  | 6,51                               | 9,923                              | 17 septembre 2021    |
| Hermès International      | RMS   | Luxe                                                              | 10,36                 | 13,43                              | 265,296                            | 18 juin 2018         |
| Kering                    | KER   | Luxe                                                              | 1,00                  | 19,57                              | 25,523                             | 9 février 1995       |
| Legrand                   | LR    | Matériel électrique                                               | 1,08                  | 8,42                               | 27,510                             | 31 décembre 1987     |
| L'Oréal                   | OR    | Cosmétique                                                        | 7,41                  | 41,18                              | 188,479                            | 31 décembre 1987     |
| LVMH                      | MC    | Luxe                                                              | 11,83                 | 86,15                              | 301,335                            | 31 décembre 1987     |
| Michelin                  | ML    | Pneumatique, équipementier automobile, tourisme                   | 0,95                  | 28,34                              | 23,904                             | 31 décembre 1987     |
| Orange                    | ORA   | Télécommunication, banque                                         | 1,24                  | 44,12                              | 31,468                             | 12 novembre 1997     |
| Pernod Ricard             | RI    | Spiritueux                                                        | 0,94                  | 12,14                              | 24,016                             | 31 décembre 1987     |
| Publicis Groupe           | PUB   | Publicité, médias                                                 | 0,91                  | 13,10                              | 23,412                             | 1er octobre 2004     |
| Renault                   | RNO   | Automobile                                                        | 0,54                  | 52,38                              | 13,943                             | 9 février 1995       |
| Safran                    | SAF   | Aéronautique, défense                                             | 4,09                  | 23,65                              | 106,078                            | 19 septembre 2011    |
| Saint-Gobain              | SGO   | Matériaux de construction, verre                                  | 1,95                  | 47,94                              | 49,885                             | 31 décembre 1987     |
| Sanofi                    | SAN   | Pharmacie                                                         | 5,22                  | 43,07                              | 130,561                            | 31 décembre 1987     |
| Schneider Electric        | SU    | Matériel électrique                                               | 5,11                  | 35,90                              | 133,403                            | 31 décembre 1987     |
| Société générale          | GLE   | Banque, services financiers, assurance                            | 1,32                  | 25,10                              | 33,893                             | 31 décembre 1987     |
| Stellantis                | STLAP | Automobile, équipementier automobile                              | 1,26                  | 189,54                             | 32,146                             | 31 décembre 1987     |
| STMicroelectronics        | STMPA | Technologies                                                      | 0,78                  | 15,63                              | 20,148                             | 18 septembre 2017    |
| Teleperformance           | TEP   | Société de services, Gestion de la relation client                | 0,21                  | 8,34                               | 5,484                              | 22 juin 2020         |
| Thales                    | HO    | Équipementier aéronautique                                        | 1,94                  | 18,43                              | 49,426                             | 24 juin 2019         |
| TotalEnergies             | TTE   | Industrie pétrolière, gaz industriel                              | 5,21                  | 214,42                             | 132,571                            | 31 décembre 1987     |
| Unibail-Rodamco-Westfield | URW   | Immobilier                                                        | 0,43                  | 2,32                               | 10,996                             | 18 juin 2007         |
| Veolia                    | VIE   | Environnement, énergie                                            | 0,90                  | 45,35                              | 23,234                             | 31 décembre 1987     |
| Vinci                     | DG    | BTP, Immobilier                                                   | 2,61                  | 69,62                              | 68,871                             | 3 avril 2002         |

### Historique de la composition
| Date               | Valeur entrante                | Valeur sortante                                              |
| ------------------ | ------------------------------ | ------------------------------------------------------------ |
| 23 décembre 2024   | Bureau Veritas                 | Vivendi                                                      |
| 18 mars 2024       | Accor                          | Alstom                                                       |
| 18 décembre 2023   | Vivendi                        | Worldline                                                    |
| 19 juin 2023       | Edenred                        | Vivendi                                                      |
| 20 juin 2022       | Aucune                         | Euroapi                                                      |
| 17 septembre 2021  | Eurofins Scientific            | Atos                                                         |
| 21 septembre 2020  | Alstom                         | Accor                                                        |
| 22 juin 2020       | Teleperformance                | Sodexo                                                       |
| 23 mars 2020       | Worldline                      | TechnipFMC                                                   |
| 24 juin 2019       | Thales                         | Valeo et Worldline                                           |
| 3 mai 2019         | Worldline (scission avec Atos) | Aucune                                                       |
| 24 septembre 2018  | Dassault Systèmes              | Solvay                                                       |
| 18 juin 2018       | Hermès                         | LafargeHolcim                                                |
| 18 septembre 2017  | STMicroelectronics             | Nokia                                                        |
| 20 mars 2017       | Atos                           | Klépierre                                                    |
| 21 mars 2016       | Sodexo                         | Alstom                                                       |
| 7 janvier 2016     | Nokia                          | Alcatel Lucent (fusion)                                      |
| 21 décembre 2015   | Klépierre                      | EDF                                                          |
| 23 mars 2015       | PSA Peugeot Citroën            | Gemalto                                                      |
| 23 juin 2014       | Valeo                          | Vallourec                                                    |
| 23 décembre 2013   | Alcatel-Lucent                 | STMicroelectronics                                           |
| 24 décembre 2012   | Gemalto                        | Alcatel-Lucent                                               |
| 24 septembre 2012  | Solvay                         | PSA Peugeot Citroën                                          |
| 19 décembre 2011   | Legrand                        | Suez Environnement                                           |
| 19 septembre 2011  | Safran                         | Natixis                                                      |
| 20 septembre 2010  | Natixis                        | Dexia                                                        |
| 20 septembre 2010  | Publicis                       | Lagardère                                                    |
| 21 septembre 2009  | Technip                        | Air France-KLM                                               |
| 22 septembre 2008  | Suez Environnement (scission)  | Aucune                                                       |
| 22 juillet 2008    | GDF Suez                       | GDF et Suez (fusion)                                         |
| 3 septembre 2007   | ArcelorMittal                  | Mittal Steel (fusion)                                        |
| 18 juin 2007       | Air France-KLM                 | AGF                                                          |
| 18 juin 2007       | Unibail-Rodamco                | Thomson                                                      |
| 18 décembre 2006   | Vallourec                      | Publicis                                                     |
| 18 septembre 2006  | Mittal Steel                   | Arcelor (OPA)                                                |
| 28 juillet 2006    | Alstom                         | Thales                                                       |
| 19 décembre 2005   | EDF                            | TF1                                                          |
| 1er septembre 2005 | Gaz de France                  | Casino                                                       |
| 3 janvier 2005     | Essilor International          | Sodexo                                                       |
| 1er octobre 2004   | Publicis                       | Aventis (racheté par Sanofi)                                 |
| 21 novembre 2003   | Arcelor                        | Orange                                                       |
| 11 juillet 2003    | Pernod Ricard                  | Crédit lyonnais (OP du Crédit agricole)                      |
| 6 août 2002        | Crédit agricole                | Dassault Systèmes                                            |
| 3 avril 2002       | Vinci                          | Alstom                                                       |
| 8 août 2001        | Vivendi Environnement          | Valeo                                                        |
| 4 mai 2001         | Orange                         | Equant                                                       |
| 21 décembre 2000   | Dassault Systèmes              | Canal+ (fusion avec Vivendi)                                 |
| 11 décembre 2000   | Vivendi Universal              | Vivendi (fusion avec Canal+)                                 |
| 23 août 2000       | Thomson Multimédia             | Crédit commercial de France (OPE de HSBC)                    |
| 10 juillet 2000    | EADS                           | Aerospatiale-Matra                                           |
| 10 mai 2000        | TF1                            | Legrand                                                      |
| 6 décembre 1999    | Dexia                          | Dexia France (OPE de Dexia Belgium)                          |
| 5 novembre 1999    | Aerospatiale-Matra             | Elf Aquitaine (OPE de TotalFina)                             |
| 5 novembre 1999    | Alstom                         | Promodès (OPE de Carrefour)                                  |
| 29 octobre 1999    | Bouygues                       | Eridania Beghin Say                                          |
| 20 septembre 1999  | Equant                         | Bic                                                          |
| 7 septembre 1999   | Crédit lyonnais                | Paribas (OPE de la Société générale puis BNP)                |
| 25 mai 1999        | Sanofi Synthélabo              | Sanofi (fusion avec Synthélabo)                              |
| 3 mars 1999        | Casino                         | Usinor                                                       |
| 26 mai 1998        | Paribas                        | Compagnie financière de Paribas (fusion avec Banque Paribas) |
| 22 mai 1998        | Sodexho                        | Havas                                                        |
| 13 février 1998    | Cap Gémini                     | Compagnie bancaire (OPE de Paribas)                          |
| 12 novembre 1997   | France Télécom                 | Bouygues                                                     |
| 12 novembre 1997   | SGS Thomson Microelectronics   | Pernod Ricard                                                |
| 25 juillet 1997    | Usinor                         | Compagnie de Suez (fusion avec Lyonnaise des eaux)           |
| 24 février 1997    | Valeo                          | Saint Louis                                                  |
| 24 février 1997    | BiC                            | Eurotunnel                                                   |
| 24 février 1997    | AGF                            | UAP (rachat par Axa)                                         |
| 14 novembre 1995   | Eridania Beghin Say            | Crédit foncier de France                                     |
| 9 février 1995     | Renault                        | Euro Disney                                                  |
| 9 février 1995     | Pinault-Printemps-Redoute      | Casino                                                       |
| 9 février 1995     | Eurotunnel                     | CGIP                                                         |
| 20 avril 1994      | Lagardère SCA                  | Matra-Hachette (fusion)                                      |
| 17 novembre 1993   | Promodès                       | Club Méditerranée                                            |
| 17 novembre 1993   | Crédit local de France         | Chargeurs                                                    |
| 17 novembre 1993   | BNP                            | Cap Gémini                                                   |
| 22 février 1993    | Rhône-Poulenc                  | Matra (fusion avec Hachette)                                 |
| 19 mars 1992       | Euro Disney                    | Source Perrier (OPA de Nestlé)                               |
| 2 décembre 1991    | Total                          | Arjomari-Prioux (OPA de Saint Louis)                         |
| 10 décembre 1990   | Schneider SA                   | Merlin Gerin (rachat)                                        |
| 10 décembre 1990   | Source Perrier                 | Dumez (rachat par la Lyonnaise des eaux)                     |
| 5 février 1990     | Canal+                         | Essilor                                                      |
| 5 février 1990     | Matra                          | Navigation mixte (fusion avec Allianz)                       |
| 5 février 1990     | UAP                            | Pechelbronn                                                  |
| 1er août 1989      | CCF                            | Alcatel                                                      |
| 1989               | Axa                            | Compagnie du Midi (Rachat par Axa)                           |
| 3 août 1988        | Cap Gémini                     | Darty (OPA interne)                                          |
| 27 mai 1988        | Suez                           | Générale Occidentale (OPA de la CGE)                         |
| 27 mai 1988        | Merlin Gerin                   | Télémécanique (OPA de Schneider)                             |

## Détention par des investisseurs étrangers
Selon l'étude annuelle 2023 de la Banque de France sur les 35 sociétés du CAC 40 résidentes en France, les investisseurs étrangers détenaient 40,3 % de la capitalisation boursière du CAC 40 fin 2022 contre 40,4 % fin 2021, soit 770 milliards d'euros sur un total de 1 911 milliards. La part des non-résidents était tombée de quasiment 48 % en 2013 à 39,5 % en 2020. Les non-résidents sont majoritaires au capital de 12 des sociétés du CAC 40 sur 35. Airbus, ArcelorMittal, Eurofins Scientific, Stellantis et STMicroelectronics, dont le siège social est établi à l'étranger, ne sont pas retenus dans le champ de l'étude. Dans les sociétés cotées hors CAC 40, la part des non-résidents au capital est tombée de 28,8 % fin 2021 à 26 % fin 2022. Au total, sur l'ensemble des actions françaises cotées sur Euronext Paris, le taux de détention des non-résidents a baissé de 0,6 point pour s'établir à 36,7 % fin 2022. En Allemagne et en Espagne, les étrangers possèdent 52 % du capital des sociétés cotées, et 85 % aux Pays-Bas.
Selon l'étude annuelle 2019 de la Banque de France sur les 36 sociétés du CAC 40 résidentes en France, les investisseurs étrangers ne détenaient plus que 557 milliards d'euros d'actions du CAC 40 à fin 2018, soit un taux de détention de 42,2 %, contre 43,1 % fin 2017 et 48 % en 2013. Cette baisse s'explique essentiellement par un changement dans la composition de l'indice. Les détenteurs étrangers d'actions françaises sont à 44,2 % originaires de la zone euro, à 33 % des États-Unis et à 6,4 % du Royaume-Uni ; la part des sociétés françaises détenues majoritairement par des intérêts étrangers (10 sur 36, soit 28 %) est tombée à son plus bas niveau depuis 2008. La participation des investisseurs étrangers au capital de l'ensemble des sociétés françaises (37,8 % au total, sachant que ce taux est de 27,6 % pour les valeurs hors CAC 40) est nettement plus faible que dans les autres pays européens : les non-résidents détiennent environ 50 % de l'ensemble des actions cotées en Italie, en Espagne et en Allemagne, autour de 60 % au Royaume-Uni et en Belgique et près de 90 % aux Pays-Bas.
Selon l'étude 2014 de la Banque de France, les non-résidents représentent 46,7 % de la capitalisation boursière totale du CAC 40 à fin 2013 ; plus de la moitié des groupes de l'indice sont détenus à plus de 50 % par des investisseurs étrangers, dont 4 à plus de 60 %. Deux secteurs sont détenus en majorité par des actionnaires étrangers : la santé et le secteur « pétrole, gaz et matériaux » ; à l'inverse, les services aux collectivités sont très franco-français. La part des non-résidents a progressé de 46,3 % à 46,7 % en 2013 (et de cinq points depuis 2010, après une chute en 2007) du fait de leurs achats nets de 15,3 milliards d'euros alors que les investisseurs français ont été vendeurs nets de 10 Mds € ; par contre, l'évolution des cours a réduit la progression de la part des non-résidents, car les valeurs les plus internationales ont accusé un retard boursier. Une autre étude annuelle, publiée par le FMI, précise la répartition de ces non-résidents : 18,8 % d'Européens, 15,9 % d'Américains et 3,4 % de Britanniques. Cette internationalisation de l'actionnariat est à rapprocher de celle de l'activité des groupes du CAC 40 : 70 % de leur chiffre d'affaires est localisé à l'étranger ainsi que les deux tiers de leurs effectifs. En avril 2014, le cabinet d'analyse financière Alphavalue estime que 49,9 % de la part du capital des entreprises du CAC 40 est détenue par des investisseurs étrangers et que 27 % est contrôlée par les fonds souverains, notamment norvégien et qatari.
D'après Laurent Mauduit, « le taux de détention du capital des groupes français du CAC 40 par les fonds d’investissement étrangers, dont les fonds de pension anglo-saxons, passe d’environ 5 % en 1985 à plus de 47 ou 48 % à la fin des années quatre-vingt-dix — au-delà de 60 % pour certaines firmes ». Il souligne que les équivalents du CAC 40 aux États-Unis et au Royaume-Uni « connaissent des taux de détention par l’étranger de leurs champions nationaux beaucoup plus faibles : de l’ordre de 20 % dans le premier cas et moins de 30 % dans le second », en particulier en raison de la présence de retraite par capitalisation dans ces pays.

## Salariat
Entre 2006 et 2011, les salaires de l’ensemble des entreprises du CAC 40 ont augmenté de 13 %, les effectifs de 10 % pour une croissance de 25 % de la masse salariale. Cependant, plus d’un tiers sont des emplois précaires : contrats à durée déterminée et stages, temps partiels subis, emplois en dessous du niveau de qualification. En 2006, les entreprises du CAC 40 emploient 3,8 millions de salariés et 4,8 millions de salariés en 2016.

## Distribution des dividendes
D'après un rapport d'Oxfam et du Basic de mai 2018, le taux de distribution des profits des entreprises du CAC 40 à leurs actionnaires a atteint 67,4 % entre 2009 et 2014, soit le taux le plus important parmi les principales places boursières mondiales ; ce taux est deux fois plus important que dans les années 2000. Il atteint 80 % dans les entreprises dont l'État français est actionnaire. Le record du montant global annuel des dividendes du CAC 40 est atteint en 2007 (57 milliards d’euros), dont les niveaux de 2014 et 2016 ont été proches (56 milliards d’euros).
Patrick Artus, directeur de la recherche et des études de la banque Natixis, juge l'analyse d'Oxfam « biaisée », notamment parce qu'elle ne tient pas compte du fait que la rémunération de l'actionnaire ne dépend pas seulement du versement du dividende, mais aussi du cours de l'action : « En France, les entreprises versent des dividendes assez élevés. Mais la rémunération totale du capital pour les actionnaires est de l'ordre de 9 %, ce qui est probablement acceptable et est beaucoup plus faible qu'aux États-Unis, où elle atteint 14 % alors que les dividendes y sont faibles et que les actionnaires sont rémunérés par la hausse des cours boursiers due en particulier aux rachats d'actions par les entreprises ».
Par ailleurs, additionner les dividendes versés est un calcul trompeur, car il revient parfois à compter plusieurs fois les mêmes dividendes. La plupart des sociétés du CAC 40 n'ont pas seulement pour actionnaires des personnes physiques, mais aussi d'autres sociétés. Or, comme l'explique Rémy Prud'homme, professeur d'économie, comptabiliser les dividendes que les sociétés « se versent entre elles (…) revient à compter deux ou trois fois la même chose ». Ainsi, au 31 décembre 2018, seul 12,4 % des actionnaires de Total étaient des personnes physiques, les autres étaient des sociétés. Pour connaître le montant net reçu par les actionnaires, il faudrait savoir combien de dividendes les sociétés du CAC 40 se versent entre elles.
Les groupes du CAC 40 versent 57,4 milliards d'euros à leurs actionnaires en 2018, ce qui représente une augmentation de 12,8 % sur un an et de 62 % sur dix ans.

## Revenus des dirigeants
En 2010, les dirigeants des entreprises du CAC 40 ont touché en moyenne 4,11 millions d’euros, en augmentation de 34 % par rapport à 2009.
En 2013, le salaire moyen pour un patron du CAC 40 s'élève à 2,25 millions d'euros.
En 2016, la rémunération moyenne d'un patron du CAC 40 s'élève à 4,5 millions d'euros.
La rémunération des dirigeants a crû de 46 % entre 2009 et 2016, soit deux fois plus vite que la moyenne des salariés. 54,5 % de leur rémunération dépend du cours de l’action et 29 % de l’évolution du bénéfice.

## Cumul des dirigeants
Les sociétés du CAC 40 sont dirigées par un nombre réduit d'administrateurs. En effet, 39 de ces sociétés ont au moins un dirigeant commun. En 2010, Total, GDF Suez et BNP Paribas sont les plus connectées avec chacune 19 liens avec d'autres entreprises du CAC 40 puis viennent Saint-Gobain avec 18 liens, et AXA avec 17 tandis que Lafarge et Sanofi-Aventis ont chacune 15 liens avec d'autres sociétés.

## Imposition
En 2019, les sociétés du CAC 40 ont payé 37 milliards € d'impôts sur les sociétés en France (hors impôts sur les sociétés payés dans le reste du monde) selon les calculs de l'Institut économique Molinari, un think tank libéral. Cela représente plus de la moitié des 67 milliards € budgétés dans la loi de finances au titre de l'impôt sur les sociétés pour la même année. Selon le conseil des prélèvements obligatoires français (CPO) et le Trésor Public, le taux d'imposition implicite (avant déficits fiscaux) est de 23,5% sur les grandes entreprises en France, contre 22 à 27% sur les entreprises de tailles plus modestes.
Les impôts payés par les entreprises du CAC 40 ont augmenté entre 2009 et 2014 de 28 %. Entre 2010 et 2017 selon l'organisation altermondialiste Attac, les impôts versés par les entreprises du CAC 40 ont baissé de 6,4 %, alors que leurs bénéfices sont en augmentation. Le rapport d'Oxfam et du Basic de mai 2018 identifie 1 454 filiales des sociétés du CAC 40 dans des paradis fiscaux ou juridiques en 2016, soit 85 de plus qu'en 2008.

## Impact environnemental
L'Observatoire des multinationales estime qu'en 2019, le CAC 40 a émis 1,6 milliard de tonnes de CO2 en 2019, en tenant compte des émissions indirectes, contre 441 millions de tonnes pour les émissions annuelles comptabilisées pour l'ensemble de la France. Si ce total est en baisse de 3 % par rapport à 2017, cela est uniquement dû au désengagement progressif d'Engie du charbon.
En 2021, Oxfam publie un rapport sur les trajectoires climatiques de 35 entreprises du CAC 40, selon lequel :
- l'empreinte carbone moyenne annuelle des entreprises du CAC 40 atteint 125 millions de tonnes de CO2, soit un quart des émissions françaises ;
- les activités des entreprises concernées ne respectent pas les objectifs de l'accord de Paris sur le climat, à l'exception d'EDF, Schneider Electric et Legrand ;
- les trois entreprises les plus émettrices de gaz à effet de serre sont des banques : BNP Paribas, Société générale et le Crédit agricole, notamment en raison de leur financement des énergies fossiles[94],[95].

## Historique des performances annuelles
Les performances annuelles du CAC 40 se sont rapprochées de celles du Dow Jones, les grands marchés boursiers étant de plus en plus dépendants les uns des autres depuis les années 2000.
Trois versions de l'indice CAC 40 sont présentées ici pour le suivi des performances annuelles :
- CAC 40 : calcul hors dividendes (FR0003500008, PX1) ;
- CAC 40 GR : calcul dividendes bruts réinvestis (QS0011131834, PX1GR) ;
- CAC 40 NR : calcul dividendes nets réinvestis (QS0011131826, PX1NR).

Depuis le 1er janvier 2010, le taux de retenue à la source pris en compte pour le calcul de l'indice CAC 40 NR a changé. Par exemple, pour les sociétés du CAC 40 fiscalement domiciliées en France, le taux pris en compte est passé de 0 % à 25 %. Le niveau des indices antérieurs n'a pas été ajusté.
| Année | CAC 40   | CAC 40      | CAC 40 GR | CAC 40 GR   | CAC 40 NR | CAC 40 NR   |
| Année | Valeur   | Performance | Valeur    | Performance | Valeur    | Performance |
| ----- | -------- | ----------- | --------- | ----------- | --------- | ----------- |
| 1987  | 1 000,00 | -           | 1 000,00  | -           | 1 000,00  | -           |
| 1988  | 1 573,94 | ▲ +57,39 %  | 1 623,50  | ▲ +62,35 %  | 1 606,82  | ▲ +60,68 %  |
| 1989  | 2 001,08 | ▲ +27,14 %  | 2 124,53  | ▲ +30,86 %  | 2 082,58  | ▲ +29,61 %  |
| 1990  | 1 517,93 | ▼ −24,14 %  | 1 657,91  | ▼ −21,96 %  | 1 609,91  | ▼ −22,7 %   |
| 1991  | 1 765,66 | ▲ +16,32 %  | 1 996,10  | ▲ +20,4 %   | 1 916,19  | ▲ +19,02 %  |
| 1992  | 1 857,78 | ▲ +5,22 %   | 2 169,57  | ▲ +8,69 %   | 2 060,31  | ▲ +7,52 %   |
| 1993  | 2 268,22 | ▲ +22,09 %  | 2 735,38  | ▲ +26,08 %  | 2 570,48  | ▲ +24,76 %  |
| 1994  | 1 881,15 | ▼ −17,06 %  | 2 340,49  | ▼ −14,44 %  | 2 176,64  | ▼ −15,32 %  |
| 1995  | 1 871,97 | ▼ −0,49 %   | 2 406,75  | ▲ +2,83 %   | 2 213,92  | ▲ +1,71 %   |
| 1996  | 2 315,73 | ▲ +23,71 %  | 3 070,84  | ▲ +27,59 %  | 2 795,90  | ▲ +26,29 %  |
| 1997  | 2 998,91 | ▲ +29,5 %   | 4 082,82  | ▲ +32,95 %  | 3 684,87  | ▲ +31,8 %   |
| 1998  | 3 942,66 | ▲ +31,47 %  | 5 473,60  | ▲ +34,06 %  | 4 908,03  | ▲ +33,19 %  |
| 1999  | 5 958,32 | ▲ +51,12 %  | 8 437,21  | ▲ +54,14 %  | 7 515,81  | ▲ +53,13 %  |
| 2000  | 5 926,42 | ▼ −0,54 %   | 8 517,60  | ▲ +0,95 %   | 7 550,48  | ▲ +0,46 %   |
| 2001  | 4 624,58 | ▼ −21,97 %  | 6 786,03  | ▼ −20,33 %  | 5 975,25  | ▼ −20,86 %  |
| 2002  | 3 063,91 | ▼ −33,75 %  | 4 619,70  | ▼ −31,92 %  | 4 032,77  | ▼ −32,51 %  |
| 2003  | 3 557,90 | ▲ +16,12 %  | 5 537,81  | ▲ +19,87 %  | 4 785,01  | ▲ +18,65 %  |
| 2004  | 3 821,16 | ▲ +7,4 %    | 6 168,94  | ▲ +11,4 %   | 5 268,31  | ▲ +10,1 %   |
| 2005  | 4 715,23 | ▲ +23,4 %   | 7 809,80  | ▲ +26,6 %   | 6 669,63  | ▲ +26,6 %   |
| 2006  | 5 541,76 | ▲ +17,53 %  | 9 440,04  | ▲ +20,87 %  | 8 061,85  | ▲ +20,87 %  |
| 2007  | 5 614,08 | ▲ +1,31 %   | 9 832,90  | ▲ +4,16 %   | 8 397,36  | ▲ +4,16 %   |
| 2008  | 3 217,97 | ▼ −42,68 %  | 5 866,91  | ▼ −40,33 %  | 5 010,38  | ▼ −40,33 %  |
| 2009  | 3 936,33 | ▲ +22,32 %  | 7 484,93  | ▲ +27,58 %  | 6 391,72  | ▲ +27,57 %  |
| 2010  | 3 804,78 | ▼ −3,34 %   | 7 526,34  | ▲ +0,55 %   | 6 364,57  | ▼ −0,42 %   |
| 2011  | 3 159,81 | ▼ −16,95 %  | 6 518,67  | ▼ −13,39 %  | 5 455,49  | ▼ −14,28 %  |
| 2012  | 3 641,07 | ▲ +15,23 %  | 7 846,44  | ▲ +20,37 %  | 6 482,85  | ▲ +18,83 %  |
| 2013  | 4 295,95 | ▲ +17,99 %  | 9 589,71  | ▲ +22,22 %  | 7 840,99  | ▲ +20,95 %  |
| 2014  | 4 272,75 | ▼ −0,54 %   | 9 849,44  | ▲ +2,71 %   | 7 976,45  | ▲ +1,73 %   |
| 2015  | 4 637,06 | ▲ +8,53 %   | 11 025,92 | ▲ +11,94 %  | 8 847,82  | ▲ +10,92 %  |
| 2016  | 4 862,31 | ▲ +4,86 %   | 12 005,34 | ▲ +8,88 %   | 9 526,48  | ▲ +7,67 %   |
| 2017  | 5 312,56 | ▲ +9,26 %   | 13 533,27 | ▲ +12,73 %  | 10 639,79 | ▲ +11,69 %  |
| 2018  | 4 730,83 | ▼ −10,95 %  | 12 450,61 | ▼ −8 %      | 9 694,98  | ▼ −8,88 %   |
| 2019  | 5 978,06 | ▲ +26,36 %  | 16 242,10 | ▲ +30,45 %  | 12 529,62 | ▲ +29,24 %  |
| 2020  | 5 551,41 | ▼ −7,14 %   | 15 436,40 | ▼ −4,96 %   | 11 834,28 | ▼ −5,55 %   |
| 2021  | 7 153,03 | ▲ +28,85 %  | 20 357,80 | ▲ +31,88 %  | 15 507,85 | ▲ +31,04 %  |
| 2022  | 6 473,76 | ▼ −9,5 %    | 18 998,47 | ▼ −6,68 %   | 14 365,11 | ▼ −7,37 %   |
| 2023  | 7 543,18 | ▲ +16,52 %  | 22 824,90 | ▲ +20,14 %  | 17 131,27 | ▲ +19,26 %  |